# Шакшука
Шакшука (в превод от арабски език – всичко смесено) е ястие, което идва от Северна Африка и набира популярност в Близкия изток. То представлява поширани яйца с пикантен доматен сос и е едно от най-известните ястия в Израел. Основните продукти в него са яйца, доматен сос, чесън, люти чушки, магданоз и подправки. Обикновено се поднася в комбинация с арабска питка или обикновен хляб. По консистенция прилича на добре познатия в България миш-маш.